# Talk Dirty
Talk Dirty ist ein US-amerikanischer Erotikfilm des Regisseurs Clark Stewart, der 2003 als Fernsehproduktion für die Senderkette Cinemax gedreht wurde.

## Handlung
Talk Dirty ist eine Talk-Show im Radio, bei der Moderatorin Stacie Anrufe der Zuschauer entgegennimmt. Als Stacie plötzlich während einer Sendung stirbt, steigen die Einschaltquoten stark an. Detective Allison Germanetti übernimmt die Ermittlung im Falle der verstorbenen Moderatorin, um weitere Tode zu verhindern. Dabei taucht sie ab in eine Welt voller Geld, Ruhm und Sex.

## Hintergrund
Produziert wurde der Film von den Produktionsgesellschaften Hemisphere Entertainment, HollyDream Productions und MRG Entertainment. Ausgestrahlt wurde es bei der Senderkette Cinemax, Showtime und HBO.

## Rezeption
Dr. Gore's Movie Reviews bewertet den Film positiv mit einer Wertung von 2,5/4. Insbesondere wird das gute Aussehen von Lezley Zen herausgestellt.